# Ansar Al-Furqan
Ansar Al-Furqan (arabsky: انصار الفرقان, doslova „Stoupenci Kritéria“) je militantní sunnitská organizace působící v Balúčistánu. Írán tuto organizaci označuje za teroristickou. Skupina vznikla v prosinci 2013 sloučením organizací Harakat al-Ansar (arabsky: حرکةالانصار) a Hizbul-Furqan (arabsky: حزب‌الفرقان). Má také vazby na skupiny Katibat al Asad Al 'Islamia, Jeish Muhammad, Frontu an-Nusrá a Jaish ul-Adl.

## Útoky
- 13. června 2016: Pokus o útok ve městě Khash v provincii Sístán a Balúčistán. Při střetu zemřel jeden policejní důstojník a pět teroristů.[3]
- 2017: Skupina provedla útok na ropovod.[4] Írán jakýkoliv útok popřel.[5]
- Prosinec 2018: Sebevražedný útok, při kterém zahynuli dva lidé.[6] Zraněno bylo 40 lidí[7]
- 25. ledna 2024: Útok na policejní stanici ve městě Záhedán.
- 29. 12. 2024: Sebevražedný útok, při kterém zahynul šéf vojenské rozvědky, kapitán Mojtaba Shahidi Takhti. Útočník odpálil bombu na dálku, ale při explozi rovněž přišel o život.[8] V souvislosti s útokem byla zatčena jedna osoba, která měla být s útočníkem v kontaktu.[9]